# Italian International 2016
Die Italian International 2016 im Badminton fanden vom 13. Dezember bis zum 16. Dezember 2016 in Rom statt.

## Sieger und Platzierte
| Disziplin    | Gold                                | Silber                          | Bronze                           |
| ------------ | ----------------------------------- | ------------------------------- | -------------------------------- |
| Herreneinzel | Henri Hurskainen                    | Indra Bagus Ade Chandra         | Rasmus Gemke                     |
| Herreneinzel | Henri Hurskainen                    | Indra Bagus Ade Chandra         | Kai Schäfer                      |
| Dameneinzel  | Sabrina Jaquet                      | Clara Azurmendi                 | Irina Amalie Andersen            |
| Dameneinzel  | Sabrina Jaquet                      | Clara Azurmendi                 | Natalia Koch Rohde               |
| Herrendoppel | Jones Ralfy Jansen Josche Zurwonne  | Richard Eidestedt Nico Ruponen  | Kasper Antonsen Frederik Søgaard |
| Herrendoppel | Jones Ralfy Jansen Josche Zurwonne  | Richard Eidestedt Nico Ruponen  | Adam Cwalina Paweł Pietryja      |
| Damendoppel  | Anastasia Chervyakova Olga Morozova | Mariya Mitsova Petya Nedelcheva | Émilie Lefel Anne Tran           |
| Damendoppel  | Anastasia Chervyakova Olga Morozova | Mariya Mitsova Petya Nedelcheva | Cheryl Seinen Iris Tabeling      |
| Mixed        | Jordan Corvée Anne Tran             | Chang Ko-chi Chang Hsin-tien    | Mathias Bay-Smidt Alexandra Bøje |
| Mixed        | Jordan Corvée Anne Tran             | Chang Ko-chi Chang Hsin-tien    | Alexander Bond Ditte Søby Hansen |